# Akademie Verlag
Akademie Verlag es una editorial científica y académica alemana fundada en 1946, en la parte oriental de Berlín (ocupada por los soviéticos), para facilitar la publicación de las obras de la Academia Alemana de Ciencias en Berlín. 

## Historia
El 1 de julio de 1946, se reabrió la Academia de Ciencias de Alemania en Berlín como sucesora de la antigua Academia de Ciencias de Prusia. Su estatuto del 31 de octubre de 1946 disponía la creación de una editorial, proyecto que se cristalizó con la fundación del Akademie-Verlag G.m.b.H. en diciembre de 1946.
Durante el régimen socialista de la República Democrática Alemana (1949-1990), la editora no estaba sujeta al control directo del ministerio de cultura de la RDA como otras casas editoriales. Sin embargo, fue considerada sospechosa en Occidente de tener influencia comunista. La mayor parte de la producción era vendida en Alemania del Este y el Bloque Oriental. Desde 1957, tanto el rostro de Gottfried Leibniz, fundador de la Academia Prusiana de las Ciencias, como «theoria cum praxi» se utilizan como símbolos.
Desde la década de 1970, Akademie Verlag ha publicado varios volúmenes de Nicolaus Copernicus Gesamtausgabe (edición completa), que cubren muchos documentos sobre Nicolás Copérnico en detalle. Astronomische Nachrichten (noticias astronómicas), es una de las primeras revistas internacionales en el campo de la astronomía, fundada en 1821, fue publicada por Akademie Verlag durante varias décadas, así como el Physica Status Solidi, fundada en 1961.
Como había conseguido forjarse una buena reputación en Occidente, se hicieron varias ofertas por Akademie Verlag, siendo vendida el 3 de enero de 1991 a VCH Verlagsgruppe Weinheim. Como resultado, de los 170 empleados en 1991 solo quedaron 40 hasta el 50 aniversario en 1996.
Cuando John Wiley & Sons se hizo cargo de VCH, la rama de las ciencias naturales de Akademie Verlag se trasladó a Wiley-VCH, mientras que la sección de humanidades, incluido su nombre y logotipo, se transfirió el 1 de octubre de 1997 a R. Oldenbourg Verlag, que en 2004 fue adquirido por Cornelsen Verlag. En 2013, Walter de Gruyter adquirió Akademie y Oldenbourg de Cornelsen.

## Literatura
- Siegfried Lokatis: Wissenschaftler und Verleger in der DDR. Das Beispiel des Akademie-Verlages . En: Geschichte und Gesellschaft, Heft 1, 1996, S. 46-61.
- Siegfried Lokatis: Die Gründung des Akademie-Verlages, en: Die Berliner Akademie der Wissenschaften in den Jahren 1945-1950. Sitzungsberichte der Leibniz-Sozietät, Bd. 15, Heft 7/8, 1997, S. 81-98.
- Simone Barck, Martina Langermann, Siegfried Lokatis: Jedes Buch ein Abenteuer: Zensursystem und literarische Öffentlichkeiten in der DDR bis Ende der sechziger Jahre, Akademie Verlag, 1998, ISBN 3-05-003118-2, ISBN 978-3-05-003118-7.